# جون أ. سويني
جون أ. سويني هو محامي وسياسي أمريكي، ولد في 6 نوفمبر 1941 في ترنتون في الولايات المتحدة. نشط حزبياً في الحزب الديمقراطي. وقد انتخب عضو جمعية نيوجيرسي العامة ‏.